# 2 Pistols
Дже́реми Ле́монт Со́ндерс (англ. Jeremy Lemont Saunders, род. 11 июня 1983, Тарпон-Спрингс, Флорида, США), более известный под сценическим псевдонимом 2 Pistols — американский рэпер и автор-исполнитель. 
После успеха его музыкального сингла — «Dirty Foot» в 2007 году ему предложили контракт с «Universal Republic Records».
В 2007 году был выпущен дебютный сингл «She Got It» с участием — T-Pain и занял 7-е место в чарте «Rhythmic Top 40», в 2008 году 2-е место в музыкальном чарте «Billboard Hot Rap Tracks».

## Биография

### Ранние годы
Сондерс родился 11 июня 1983 году в Тарпон-Спрингс, он вырос под присмотром своей огромной семьи. 
В ранних годах стал участником в местной преступной деятельности. В 2005 году был заключён в тюрьму на восемь месяцев.  

## Творчество

### Музыкальная карьера
После выхода из заключения, Сондерс занялся продвижением собственной музыки и сформировал группу под названием — «Blood Money Union», в которую вошли другие диджеи, продюсеры и рэперы.
Первый успех в рэпе пришёл с выпущенной пластинкой под названием — «Dirty Foot», которую Сондерс написал ещё в старшей школе,  и распространил в районе Тарпон-Спрингс, по настоянию своего двоюродного брата. 
Он впервые получили шанс выступить на сцене. Выйдя на сцену и исполнив свой собственный музыкальный сингл — «Dirty Foot», он стал более уверен в своих музыкальных способностях, что начал серьезно относиться к своим шансам сделать музыкальную карьеру.

### Первый успех
Его дебютный музыкальный альбом «Death Before Dishonor», был выпущен 17 июня 2008 года, и включал в себя продукцию победителей «Грэмми» — «J.U.S.T.I.C.E. League», «Da Honorable C.N.O.T.E», «Bolo Da Producer». 
Альбом включал в себя музыкальные синглы: «You Know Me» с участием Ray J и «Thats My Word» с участием Трея Сонгза, также «She Got It». 
Альбом занял 32-е место в музыкальном чарте — «Billboard 200» и поднялся на 10-е место в чарте альбомов — «Billboard Top R&B/Hip Hop». 
Сондерс проживает в Тампе. В настоящее время выпускает свою музыку под собственным музыкальным лейблом — «Blood Money Union». 
В феврале 2014 года на «Stage One Music» вышел альбом — «Comin Back Hard».

## Дискография

### Студийные альбомы
| Заголовок             | Детали альбома                                                                   |
| --------------------- | -------------------------------------------------------------------------------- |
| Death Before Dishonor | - Релиз: 17 июня 2008 - Лейбл: Universal Records - Формат: CD, цифровая загрузка |
| Comin Back Hard       | - Релиз: 4 февраля 2014 - Лейбл: Stage One Music - Формат: CD, цифровая загрузка |

### Микстейпы
- «The Jimmy Jump Introduction» (участники — DJ Smallz) (2007)[7]
- «Live From the Kitchen» (участники— DJ Kid Hustle и DJ Hot Rod) (2009)[8]
- «10-20-Life» (с Биггой Рэнкин) (2010)[9]
- «Hollow Tip Music» (с DJ Dammit) (2010)[10]
- «Back 4 The 1st Time» (участники — DJ Hitz и DJ Woogie) (2010)[11]
- «The Rapture» (участник — DJ Spiniatik) (2011)[12]
- «Mr. P» (участник — DJ Dammit) (2011)[13]
- «Arrogant (Street Album)» (участник — DJ Scream) (2012)[14]

### Синглы
| «She Got It» (при уч. T-Pain и Tay Dizm)                                 | 2008 | 24 | 9  | 2  | - США: Платина | Death Before Dishonor |
| «You Know Me» (при уч. Рэя Дж)                                           | 2008 | —  | —  | —  |                | Death Before Dishonor |
| «Lights Low» (при уч. C-Ride и Янга Джо)                                 | 2009 | —  | 93 | 13 |                | н/д                   |
| «Know That» (при уч. французской Монтаны)                                | 2013 | —  | —  | —  |                | Comin Back Hard       |
| «—» обозначает элементы, которые не попали в чарты или не были выпущены. |      |    |    |    |                |                       |